# 逐梦蓝天
《逐梦蓝天》是2021年在中国大陆上映的时代剧，讲述了中华人民共和国航空工业发展史，导演李云亮、温晓，主演张博、李乃文、黄曼、徐小飒。2021年7月27日在央视一套播出，同时在爱奇艺、腾讯视频、优酷视频同步播出。

## 演员
- 张博 出演 秦天
- 李乃文 出演 赵德良
- 黄曼 出演 曹慧芳
- 徐小飒 出演 颜青
- 王梓权 出演 张长江
- 朱研 出演 杜知秋
- 李昊臻 出演 郑有福
- 齐欢 出演 程英
- 牛子藩 出演 江战鹏/江行建
- 牛飘 出演 杜清明
- 任东霖 出演 徐不周
- 封柏 出演 李子志
- 杨廷东 出演 赵云飞
- 王璐 出演 郑国强
- 陈薪璇 出演 童莎莎
- 王纯 出演 张晓燕
- 纵昕芸 出演 李亚莉
- 吴珏瑾 出演 王芸
- 李悟 出演 高小伟
- 陈逸恒 出演 颜司令
- 董欣 出演 小武
- 罗蓬 出演 巴图
- 乌日嘎 出演 宝日呼
- 王阿伦 出演 那日夫
- 张邵勃 出演 小战鹏
- 白雷森 出演 克拉科夫
- 莲娜（俄罗斯） 出演 柳娃
- 马克苏（俄罗斯） 出演 嘉耶夫
- 马森（乌克兰） 出演 罗伯斯基

## 制作
《逐梦蓝天》创作之前耗时4年进行史料考证和现场采风。
2020年8月1日，《逐梦蓝天》在陕西省城固县开机。